# Pinchas Kehati
Rabi Pinchas Kehati, hebrejsky פינחס קהתי‎, (žil 11. září 1910 – 21. prosince 1976) byl rabín a autor Mišnajot mevo'arot (משניות מבוארות‎ - „Vysvětlené mišnajot“, obecně známých jako „Kehatiho Mišnajot“), což je komentované vydání Mišny, napsané v moderní hebrejštině (anglicky vyšlo roku 1994).

## Biografie
Narodil se v Polsku, vystěhoval se do mandátní Palestiny na podzim 1935. Pracoval v izraelské bance Mizrachi. Ač se hlásil k náboženskému sionismu, byla jeho práce dobře přijata i charedi komunitou.
Mezi lety 1955 a 1964 publikoval týdeník, který byl roznášen pěti tisícům objednavatelů. V každém vydání vyložil 14 mišen a dvě halachy z Šulchan aruchu a dvě z díla Rambama. Po několika letech bylo vydáno souborné vydání.
Zemřel během svátku Chanuka v roce 1976.